# آسیاب سر تلخ
آسیاب سر تلخ مربوط به دوره قاجار است و در شهرستان نیشابور، بخش زبرخان، روستای سرتلخ واقع شده و این اثر در تاریخ ۲۲ مرداد ۱۳۸۴ با شمارهٔ ثبت ۱۳۱۶۳ به‌عنوان یکی از آثار ملی ایران به ثبت رسیده است.